# AVS Futebol SAD
Der Aves Futebol Sociedade Anónima Desportiva ist ein Fußballverein aus der portugiesischen Stadt Vila das Aves im Norden des Landes.

## Geschichte
Der Verein wurde am 5. Mai 2023 als Nachfolger des UD Vilafranquense gegründet und übernahm zur folgenden Spielzeit dessen Platz in der zweitklassigen Liga Portugal 2. Schon in der ersten Saison gelang als Drittplatzierter über die Play-offs gegen den Portimonense SC (2:1, 2:1) der Aufstieg in die höchste Spielklasse Portugals, der Primeira Liga.

## Kader Saison 2024/25
| Nr. |            | Position | Name              |
| --- | ---------- | -------- | ----------------- |
| 13  | Mexiko     | TW       | Guillermo Ochoa   |
| 88  | Portugal   | TW       | Pedro Trigueira   |
| 93  | Brasilien  | TW       | Simão Bertelli    |
| 2   | Portugal   | AB       | Fernando Fonseca  |
| 3   | Portugal   | AB       | Rafael Rodrigues  |
| 4   | Uruguay    | AB       | Nacho Rodriguez   |
| 5   | Portugal   | AB       | Jorge Teixeira    |
| 6   | Frankreich | AB       | Baptiste Roux     |
| 24  | Portugal   | AB       | Kiki Afonso       |
| 25  | Portugal   | AB       | Tomás Tavares     |
| 27  | Luxemburg  | AB       | Eric Veiga        |
| 33  | Brasilien  | AB       | Aderllan Santos   |
| 42  | Kolumbien  | AB       | Cristian Devenish |
| 7   | Brasilien  | MF       | Lucas Fernandes   |

| Nr. |           | Position | Name                |
| --- | --------- | -------- | ------------------- |
| 8   | Georgien  | MF       | Giorgi Aburdschania |
| 12  | Brasilien | MF       | Gustavo Assunção    |
| 14  | Brasilien | MF       | Lucas Piazón        |
| 15  | Spanien   | MF       | Jaume Grau          |
| 19  | Uruguay   | MF       | Tiago Galletto      |
| 23  | Portugal  | MF       | Gustavo Mendonça    |
| 9   | Luxemburg | ST       | Gerson Rodrigues    |
| 10  | Kap Verde | ST       | Vasco Lopes         |
| 11  | Nigeria   | ST       | Tunde Akinsola      |
| 16  | Kolumbien | ST       | Yair Mena           |
| 17  | Ecuador   | ST       | John Mercado        |
| 18  | Brasilien | ST       | Nenê                |
| 20  | Portugal  | ST       | Rodrigo Ribeiro     |
| 29  | Kap Verde | ST       | Zé Luis             |

Letzte Aktualisierung: 18. Juni 2025

## Bekannte Spieler
- Nenê (2023–heute)
- Eric Veiga (2023–heute), luxemburgischer A-Nationalspieler
- Zé Luís (2024–heute), kapverdischer A-Nationalspieler
- Gerson Rodrigues (2025–heute), luxemburgischer A-Nationalspieler
- Tomás Tavares (2025–heute)

## Alle Trainer
- Jorge Costa (2023–2024)
- Vítor Campelos (2024)
- Daniel Ramos (2024–2025)
- Rui Ferreira (2025–heute)